# Mezquita del Imán Alí
La mezquita del Imán Alí o santuario del Imán Alí (en árabe: حرم الإمام علي‎) también conocida como Ali Masjid o la mezquita de Alí, está ubicada en Nayaf, Irak. Es el tercer lugar más sagrado para los casi 200 millones de seguidores de la rama chiita del Islam. Alí ibn Abi Tálib, primo y yerno de Mahoma, el primer imán (según la creencia chiita), y cuarto califa ortodoxo, está enterrado aquí. Según la creencia chií están enterrados junto a Alí en esta mezquita los "restos de Adán y Noé".
El santuario fue construido por primera vez por el emir de la dinastía búyida 'Adud al-Dawla en el 977 sobre la tumba de Alí. Después de ser destruido por un incendio, fue reconstruido por el selyúcida Malik Shah I en el 1086, y reconstruida una vez más por el sah safávida Ismaíl I poco después de 1500.
Durante el levantamiento de marzo de 1991, a raíz de la Guerra del Golfo, la Guardia Republicana del gobierno de Saddam Hussein dañó el santuario, donde fueron arrinconados miembros de oposición chiita, asaltando el edificio y masacrando a casi todos sus ocupantes. Después, el santuario estuvo cerrado durante dos años, oficialmente por las reparaciones. Hussein también deportó a Irán un gran número de los residentes de la zona, que eran de origen iraní.
Fue renovado por el líder espiritual local de la secta Bohra Da'udí.

## Galería de imágenes

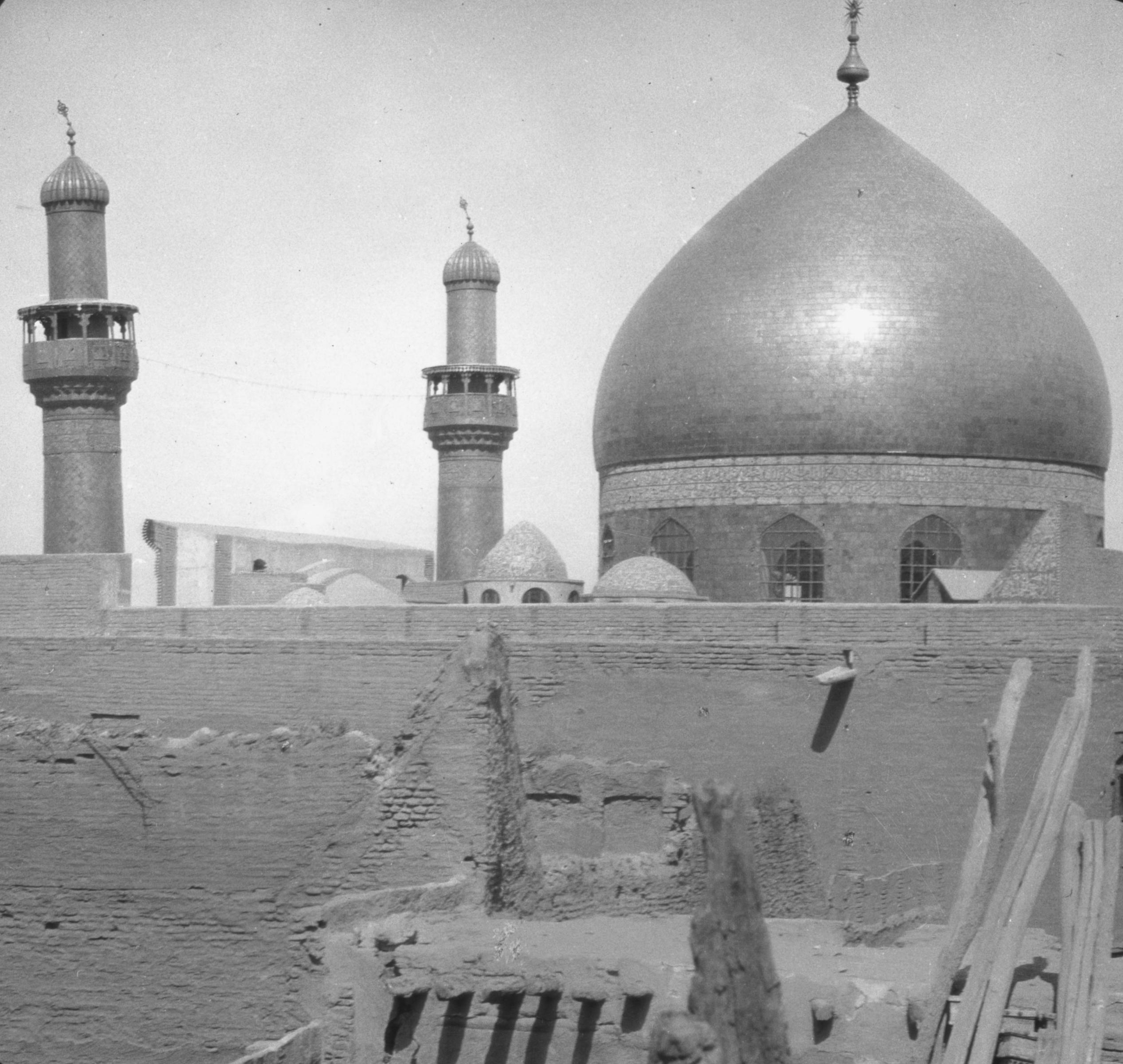
El santuario en 1932.
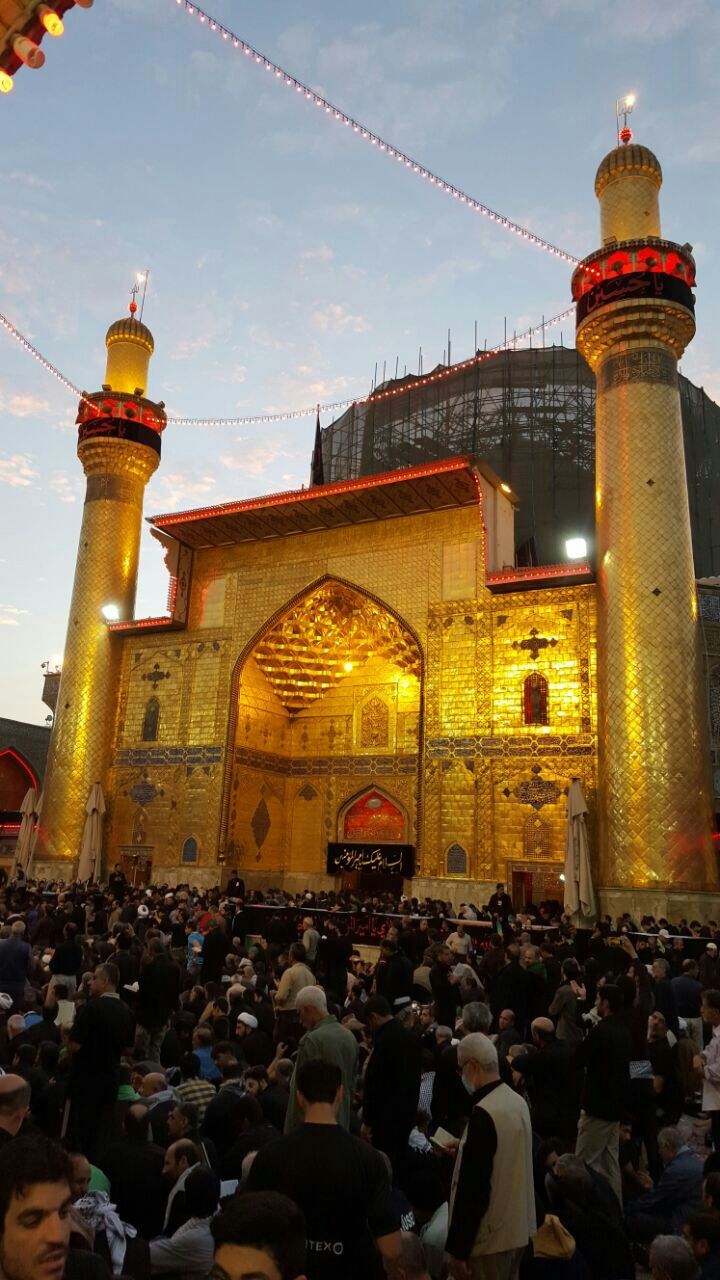
La veranda dorada.
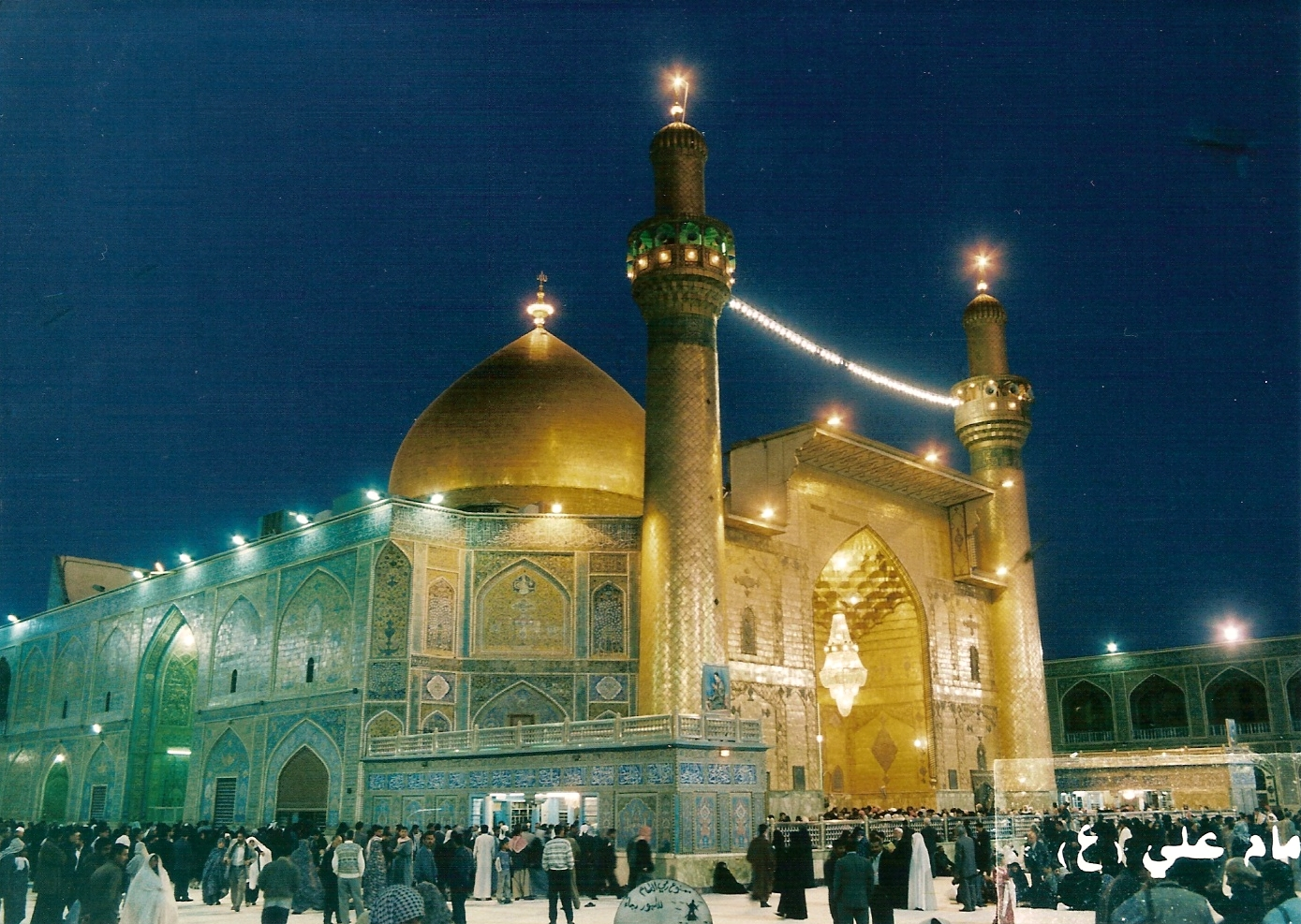
Exterior de la mezquita (antes de la restauración de 2008).
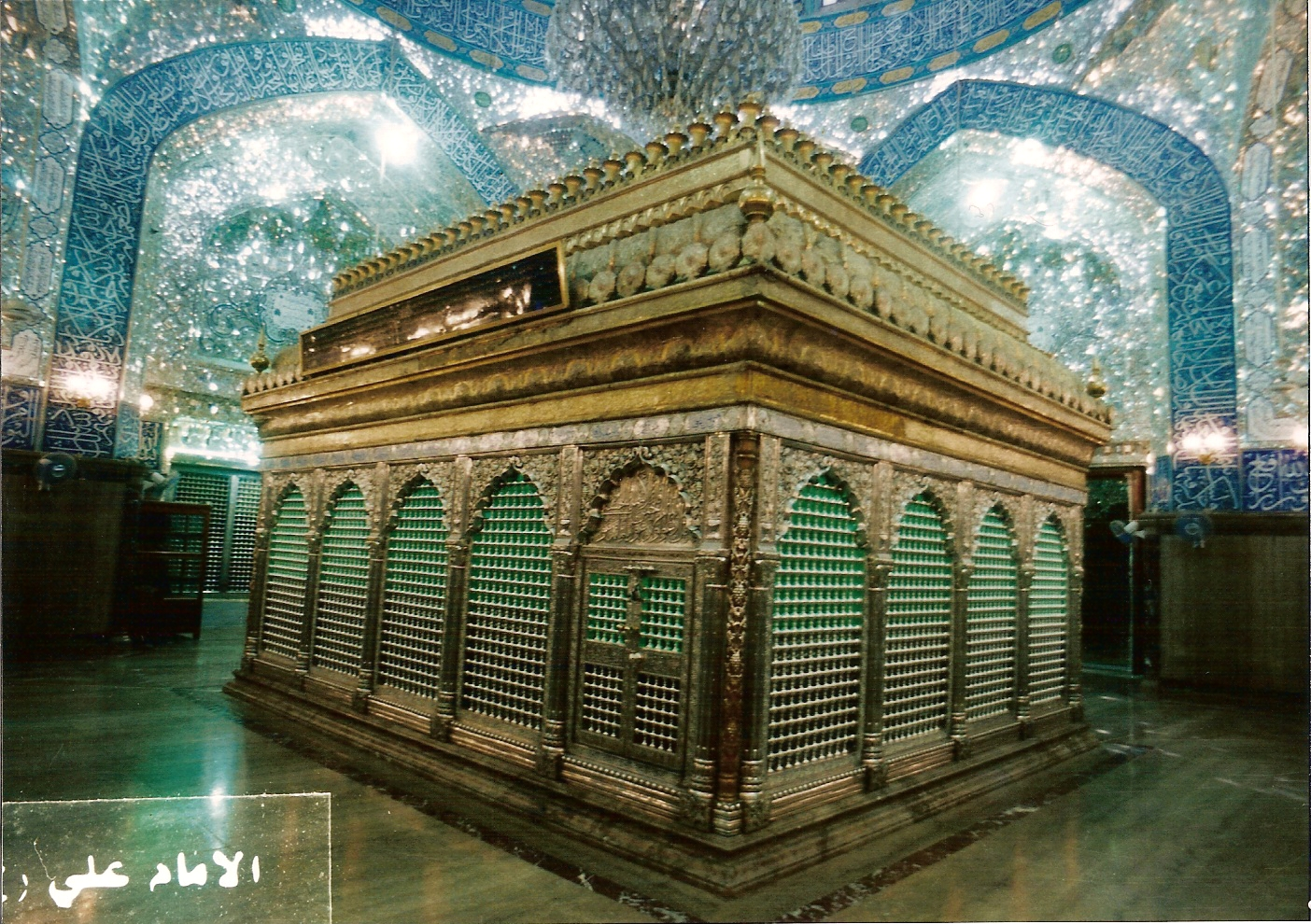
Mausoleo del imán Ali (antes de la restauración de 2008).